# Porcellio cadenati
Porcellio cadenati är en kräftdjursart som beskrevs av Albert Vandel1954. Porcellio cadenati ingår i släktet Porcellio och familjen Porcellionidae. Inga underarter finns listade i Catalogue of Life.